# Вестхайм (Средняя Франкония)
Вестхайм (нем. Westheim) — община в Германии, в земле Бавария.
Подчиняется административному округу Средняя Франкония. Входит в состав района Вайссенбург-Гунценхаузен. Подчиняется управлению Ханенкам. Население составляет 1152 человека (на 31 декабря 2010 года). Занимает площадь 28,32 км².

## Население
По оценке на 31 декабря 2015 года население общины Вестхайм составляет 1141 чел. 

| Дата      | 1840 | 1871 | 1900 | 1925 | 1939 | 1950 | 1961 | 1970 | 1987 | 2011 |
| --------- | ---- | ---- | ---- | ---- | ---- | ---- | ---- | ---- | ---- | ---- |
| Население | 1484 | 1423 | 1397 | 1328 | 1221 | 1918 | 1339 | 1246 | 1208 | 1179 |

| Год       | 1960 | 1970 | 1980 | 1990 | 2000 | 2009 | 2010 | 2011 | 2012 | 2013 | 2014 | 2015 |
| --------- | ---- | ---- | ---- | ---- | ---- | ---- | ---- | ---- | ---- | ---- | ---- | ---- |
| Население | 1306 | 1245 | 1146 | 1234 | 1224 | 1157 | 1152 | 1174 | 1168 | 1163 | 1155 | 1141 |